# 抱かれたい、もう一度 -LOVE THAT WAS LOST-
「抱かれたい、もう一度 -LOVE THAT WAS LOST-」（だかれたい、もういちど ラヴ・ザット・ワズ・ロスト）は、1981年4月25日に発売された矢沢永吉の9枚目のシングル。

## 概要
矢沢がロサンゼルスに拠点を移し現地レコーディングした最初の作品。
作詞・編曲はボビー・ラカインドとポール・バレアが担当し、歌詞は全て英語となっている。

## ディスクジャケット
ジャケット写真は、篠山紀信が撮影した。矢沢が着ているのは、NBAのチームであるロサンゼルス・レイカーズのブルゾンで、現地でNBAを観戦した際に購入した私物である。
このジャケット写真をイラスト化したものが、同年開催のコンサートツアーのポスターに使われた。

## 収録曲
- 全作詞・編曲：Bobby Lakind&Paul Barrere、全作曲：矢沢永吉

1. 抱かれたい、もう一度 -LOVE THAT WAS LOST-
  - 日立マクセル・カセットテープCMソング
2. The Ride